# Rhodinicola gibbosa
Rhodinicola gibbosa – gatunek widłonoga z rodziny Clausiidae. Nazwa naukowa tego gatunku skorupiaków została opublikowana w 1964 roku przez zoologa José Brescianiego.